# Wolpertinger

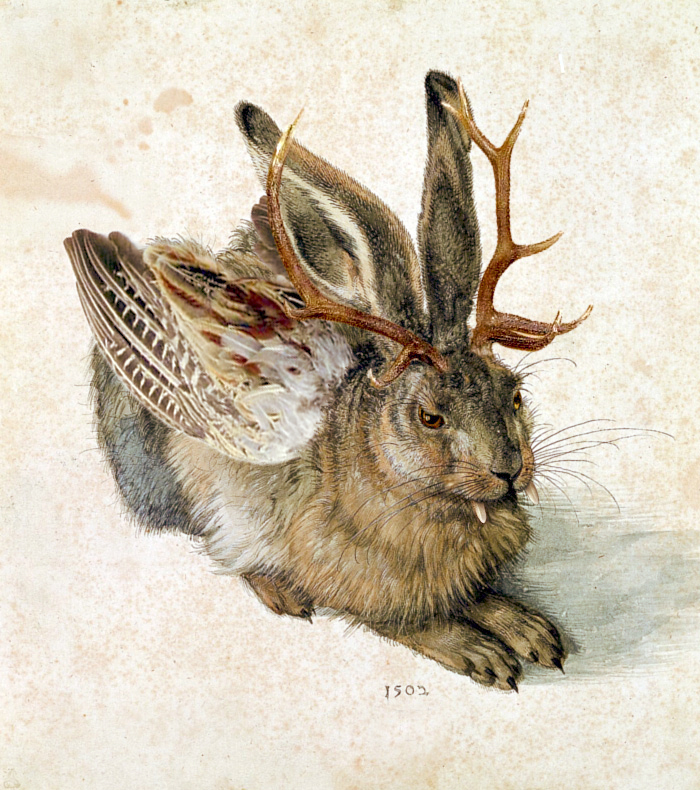
Wolpertinger (modifikation av Albrecht Dürers kända målning Fälthare)

Wolpertinger är ett fantasidjur som har sitt ursprung i Bayern i Tyskland. Djuret har inget fast utseende utan är beroende på berättare eller konstnär en blandning av olika djur som förekommer i södra Tyskland. Det finns exemplar med harens kropp, horn från ett hjortdjur och fågelvingar eller andra skildringar med ekorrens kropp och ankans näbb. Ofta berättas att varelsen, liksom en skunk, är illaluktande och den som får vätskan på kroppen är märkt i sju år. Djurets saliv ska orsaka intensiv hårväxt på människans hud.
Fantasidjuret framställs på målningar och visas som påstådda uppstoppade exemplar. De hittas ofta i gästhus men även i museer för jakt och fiske. Enligt legenden är levande exemplar endast synlig för unga snygga kvinnor under skymningen eller vid midnatt när de har en manlig beundrare som skyddspatron. I staden Mittenwald inrättades ett Wolpertinger-museum.
Namnet Wolpertinger har troligtvis sitt ursprung i staden Wolterdingen (idag en del av Donaueschingen). Där fanns glasblåsare som under sin fritid skapade snapsglas som var formade som djur. Dessa snapsglas importerades till Bayern och liknande föremål kallades Wolpertinger. Enligt Brockhaus Enzyklopädie från 1994 är djurets namn en förvrängning av Valborg (tyska: Walpurgis).